# Nadia Farès
Nadia Farès (in arabo نادية فارس‎?, Nādya Fāris; Marrakech, 20 dicembre 1968) è un'attrice e modella francese, nata in Marocco da padre marocchino e madre armena.

## Biografia
Tra i film a cui ha partecipato, si ricordano Poliziotti (1995) di Giulio Base, con Claudio Amendola e Kim Rossi Stuart, I fiumi di porpora (Les rivières pourpres, 2000) di Mathieu Kassovitz, Nido di vespe (Nid de guêpes, 2002) di Florent Emilio Siri e Storm Warnings (2007) di Jamie Blanks.

## Filmografia parziale

### Cinema
- Les Amies de ma femme, regia di  Didier Van Cauwelaert (1993)
- Elles n'oublient jamais, regia di  Christopher Frank (1994)
- Poliziotti, regia di Giulio Base (1995)
- Dimmi di sì (Dis-moi oui), regia di Alexandre Arcady (1995)
- Uomini & donne - Istruzioni per l'uso (Hommes, femmes, mode d'emploi), regia di Claude Lelouch (1996)
- Gli angeli di Elvis (Les Démons de Jésus), regia di Bernie Bonvoisin (1997)
- Les Grandes Bouches, regia di Bernie Bonvoisin (1999)
- I fiumi di porpora (Les Rivières pourpres), regia di Mathieu Kassovitz (2000)
- Nido di vespe (Nid de guêpes), regia di Florent Emilio Siri (2002)
- L'ex-femme de ma vie, regia di Josiane Balasko (2005)
- Storm Warning, regia di Jamie Blanks (2007)
- Rogue - Il solitario (War), regia di Philip G. Atwell (2007)
- Chacun sa vie, regia di Claude Lelouch (2017)
- Lucky Day, regia di Roger Avary (2019)
- Connectés, regia di Romuald Boulanger (2020)
- Haters, regia di Stéphane Marelli (2021)
- On the Line, regia di Romuald Boulanger (2022)

### Televisione
- L'Empire du Tigre, regia di Gérard Marx – film TV (2006)
- Revivre, regia di Haim Bouzaglo – miniserie TV (2009)
- Marseille – serie TV, 14 episodi (2016-2018)
- Les Ombres rouges – serie TV, 6 episodi (2019)
- La Promesse, regia di Laure de Butler – miniserie TV (2021)
- Luther – serie TV, 6 episodi (2021)